# Emiliano Zapata kommun, Morelos
Emiliano Zapata är en kommun i Mexiko.   Den ligger i delstaten Morelos, i den sydöstra delen av landet, 70 km söder om huvudstaden Mexico City. Antalet invånare är 83 485. Arean är 65 kvadratkilometer.
Terrängen i Emiliano Zapata är platt åt sydväst, men åt nordost är den kuperad.
Följande samhällen finns i Emiliano Zapata:
- Emiliano Zapata
- Tres de Mayo
- Palo Escrito
- Campo el Órgano
- 1ra. Sección Colonia Villa Morelos
- San José de las Cumbres
- Fraccionamiento Arboleda
- Colonia Guadalupe de las Arenas
- Colonia Modesto Rangel